# Ребекка Браєнт
Ребекка Браєнт (англ. Rebecca Bryant; нар. 20 грудня 1963) — колишня австралійська тенісистка.
Найвищу одиночну позицію світового рейтингу — 149 місце досягла 22 червня 1987, парну — 123 місце — 21 грудня 1986 року.
Найвищим досягненням на турнірах Великого шолома було 2 коло в одиночному розряді.

## Фінали ITF

### Одиночний розряд (0–2)
| Результат | Ранг | Дата           | Турнір                  | Покриття | Суперниця        | Рахунок       |
| --------- | ---- | -------------- | ----------------------- | -------- | ---------------- | ------------- |
| Поразка   | 1.   | 25 лютого 1985 | ITF Тасманія, Австралія | Тверде   | Белінда Кордвелл | 6–4, 3–6, 6–7 |
| Поразка   | 2.   | 29 квітня 1985 | ITF Канберра, Австралія | Трава    | Белінда Кордвелл | 2–6, 6–4, 4–6 |

### Парний розряд (0–3)
| Результат | Ранг | Дата           | Турнір             | Покриття | Партнерка        | Суперниці                        | Рахунок  |
| --------- | ---- | -------------- | ------------------ | -------- | ---------------- | -------------------------------- | -------- |
| Поразка   | 1.   | 25 червня 1984 | ITF Чатем, США     | Тверде   | Ашара Маранон    | Белінда Кордвелл Джулі Річардсон | 2–6, 0–6 |
| Поразка   | 2.   | 2 липня 1984   | ITF Детройт, США   | Тверде   | Белінда Кордвелл | Патті Фендік Лінда Гауелл        | 4–6, 6–7 |
| Поразка   | 3.   | 22 липня 1984  | ITF Фаєттвілл, США | Тверде   | Наталія Лайпес   | Лінда Гейтс Синтія Макгрегор     | 1–6, 6–7 |